# الجازية والدراويش (رواية)
الجازية والدراويش رواية من تأليف الأديب الجزائري عبد الحميد بن هدوقة. تتحدث الرواية عن تقاليد و عادات الشعب الجزائري. صدرت الرواية عن المؤسسة الوطنية للكتاب سنة 1983 في 222 صفحة.

## وصلات خارجية
- «الجازية والدراويش» حكاية قرية يتنازعها مشروعان -  الرواية والتحوّلات في الجزائر - (دراسات نقدية في مضمون الرواية المكتوبة بالعربية) - مخلوف عامر -  دراسة - من منشورات اتحاد الكتّاب العرب دمشق - 2000.